# Episodi di Sanctuary (seconda stagione)
La seconda stagione della serie televisiva Sanctuary è andata in onda negli Stati Uniti sul network Syfy dal 9 ottobre 2009 al 15 gennaio 2010.
In Italia è andata in onda su Steel dal 12 novembre al 24 dicembre 2010.
| nº | Titolo originale       | Titolo italiano                        | Prima TV USA     | Prima TV Italia  |
| -- | ---------------------- | -------------------------------------- | ---------------- | ---------------- |
| 1  | End of Nights (Part 1) | Il sangue della stirpe (prima parte)   | 9 ottobre 2009   | 12 novembre 2010 |
| 2  | End of Nights (Part 2) | Il sangue della stirpe (seconda parte) | 16 ottobre 2009  | 19 novembre 2010 |
| 3  | Eulogy                 | L'elogio funebre                       | 23 ottobre 2009  | 19 novembre 2010 |
| 4  | Hero                   | Il supereroe                           | 30 ottobre 2009  | 26 novembre 2010 |
| 5  | Pavor Nocturnus        | La notte della Terra                   | 6 novembre 2009  | 26 novembre 2010 |
| 6  | Fragments              | Il mostro in noi                       | 13 novembre 2009 | 3 dicembre 2010  |
| 7  | Veritas                | La triade                              | 20 novembre 2009 | 3 dicembre 2010  |
| 8  | Next Tuesday           | S.O.S in alto mare                     | 4 dicembre 2009  | 10 dicembre 2010 |
| 9  | Penance                | Fuoco purificatore                     | 11 dicembre 2009 | 10 dicembre 2010 |
| 10 | Sleepers               | Il dominio del mondo                   | 18 dicembre 2009 | 17 dicembre 2010 |
| 11 | Haunted                | L'energia che uccide                   | 8 gennaio 2010   | 17 dicembre 2010 |
| 12 | Kali (Part 1)          | Kali (prima parte)                     | 15 gennaio 2010  | 24 dicembre 2010 |
| 13 | Kali (Part 2)          | Kali (seconda parte)                   | 15 gennaio 2010  | 24 dicembre 2010 |